# Eriosyce
Eriosyce, també anomenat Neoporteria (l'antic nom científic), és un gènere de cactus originari del sud del Perú, la meitat nord de Xile, i el centre occidental de l'Argentina.

## Taxonomia
A desembre de 2023, el gènere compte amb 57 espècies acceptades:
- Eriosyce andreaeana Katt.
- Eriosyce armata (F.Ritter) P.C.Guerrero & Helmut Walter
- Eriosyce aspillagae (Söhrens) Katt.
- Eriosyce atroviridis (F.Ritter) P.C.Guerrero & Helmut Walter
- Eriosyce aurata (Pfeiff.) Backeb.
- Eriosyce bulbocalyx (Werderm.) Katt.
- Eriosyce calderana (F.Ritter) Ferryman
- Eriosyce caliginophila R.Pinto
- Eriosyce camanaensis (F.Cáceres) M.H.J.van der Meer
- Eriosyce castanea (F.Ritter) P.C.Guerrero & Helmut Walter
- Eriosyce chilensis (Hildm. ex K.Schum.) Katt.
- Eriosyce clavata (Söhrens ex K.Schum.) Helmut Walter
- Eriosyce coimasensis (F.Ritter) P.C.Guerrero & Helmut Walter
- Eriosyce crispa (F.Ritter) Katt.
- Eriosyce curvispina (Bertero ex Colla) Katt.
- Eriosyce duripulpa (F.Ritter) P.C.Guerrero & Helmut Walter
- Eriosyce elquiensis (Katt.) P.C.Guerrero & Helmut Walter
- Eriosyce engleri (F.Ritter) Katt.
- Eriosyce eriosyzoides (F.Ritter) Ferryman
- Eriosyce esmeraldana (F.Ritter) Katt.
- Eriosyce fankhauseri (F.Ritter) P.C.Guerrero & Helmut Walter
- Eriosyce fulva (F.Ritter) P.C.Guerrero & Helmut Walter
- Eriosyce garaventae (F.Ritter) Katt.
- Eriosyce glabrescens (F.Ritter) P.C.Guerrero & Helmut Walter
- Eriosyce heinrichiana (Backeb.) Katt.
- Eriosyce iquiquensis (F.Ritter) Ferryman
- Eriosyce islayensis (C.F.Först.) Katt.
- Eriosyce jussieui (Monv. ex Salm-Dyck) P.C.Guerrero & Helmut Walter
- Eriosyce krausii (F.Ritter) Katt.
- Eriosyce kunzei (C.F.Först.) Katt.
- Eriosyce laui Lüthy
- Eriosyce limariensis (F.Ritter) Katt.
- Eriosyce litoralis (F.Ritter) P.C.Guerrero & Helmut Walter
- Eriosyce malleolata (F.Ritter) P.C.Guerrero & Helmut Walter
- Eriosyce marksiana (F.Ritter) Katt.
- Eriosyce megliolii (Rausch) Ferryman
- Eriosyce napina (Phil.) Katt.
- Eriosyce nigrihorrida (Backeb.) P.C.Guerrero & Helmut Walter
- Eriosyce occulta Katt.
- Eriosyce odieri (Lem. ex Salm-Dyck.) Katt.
- Eriosyce paucicostata (F.Ritter) Ferryman
- Eriosyce recondita (F.Ritter) Katt.
- Eriosyce riparia (Mächler & Helmut Walter) P.C.Guerrero & Helmut Walter
- Eriosyce rodentiophila F.Ritter
- Eriosyce senilis (Backeb.) Katt.
- Eriosyce simulans (F.Ritter) Katt.
- Eriosyce sociabilis (F.Ritter) Katt.
- Eriosyce spectabilis Katt., Helmut Walter & J.C.Acosta
- Eriosyce strausiana (K.Schum.) Katt.
- Eriosyce subgibbosa (Haw.) Katt.
- Eriosyce taltalensis (Hutchison) Katt.
- Eriosyce tenebrica (F.Ritter) Katt.
- Eriosyce umadeave (Fric ex Kreuz.) Katt.
- Eriosyce vallenarensis (F.Ritter) Katt.
- Eriosyce villicumensis (Rausch) Katt.
- Eriosyce villosa (Monv.) Katt.
- Eriosyce wagenknechtii (F.Ritter) Katt.

## Sinonímia
- Chilenia Backeb.
- Chileniopsis Backeb.
- Chileocactus Fric (nom. inval.)
- Chileorebutia Fric (nom. inval.)
- Chiliorebutia Fric (orth. var.)
- Delaetia Backeb.
- Dracocactus Y.Itô (nom. inval.)
- Euporteria Kreuz. i Buining
- Friesia
- Hildmannia Kreuz. i Buining
- Horridocactus Backeb.
- Islaya Backeb.
- Neochilenia Backeb. ex Dölz
- Neoporteria Britton i Rose
- Neoporteria Backeb.
- Neotanahashia Y.Itô
- Netanahashia Y.Itô
- Nichelia Bullock (nom. inval.)
- Pyrrhocactus (A.Berger) A.W.Hill
- Rimacactus
- Rodentiophila F.Ritter ex Backeb.
- Thelocephala Y.Itô